# Heshmat Tabarzadi
Heshmat Tabarzadi (Golpayegan, 21 marzo 1959) è un attivista iraniano, imprigionato dalle autorità iraniane.

## Biografia
Leader del partito d'opposizione secolarista Fronte Democratico dell'Iran (reso illegale dal governo), Heshmat viene arrestato il 27 dicembre 2009 nella sua casa di Teheran. Imprigionato inizialmente a Evin, nel maggio 2010 viene trasferito nel carcere Katchoui Prison di Karaj e poi nella prigione Reja’i Shahr.
Durante il processo ha affermato di essere stato picchiato e minacciato di stupro durante la detenzione ed è stato posto sotto forte pressione per farlo confessare di aver ricevuto denaro dall'estero.
Nel settembre 2010 viene condannato a nove anni di carcere e 74 frustate, accusato di: "insulto alla Guida suprema", "insulto al Presidente", "propaganda contro il sistema", "raccolta e collusione con l'intento di danneggiare la sicurezza dello Stato", e "disturbo dell'ordine pubblico". In appello la pena viene ridotta a 8 anni di carcere, con il divieto di partecipare a qualsiasi attività sociale per dieci anni.